# BitSpirit
BitSpirit er en gratis BitTorrent klient til Windows, af ByteLinker Inc.. Den er kodet i C++. Brugerfladen er blevet oversat til flere sprog.